# Seleção Tcheca de Futebol Feminino
A Seleção Tcheca de Futebol Feminino representa a República Tcheca no futebol feminino internacional. 